# Christian Ernst Schmidt

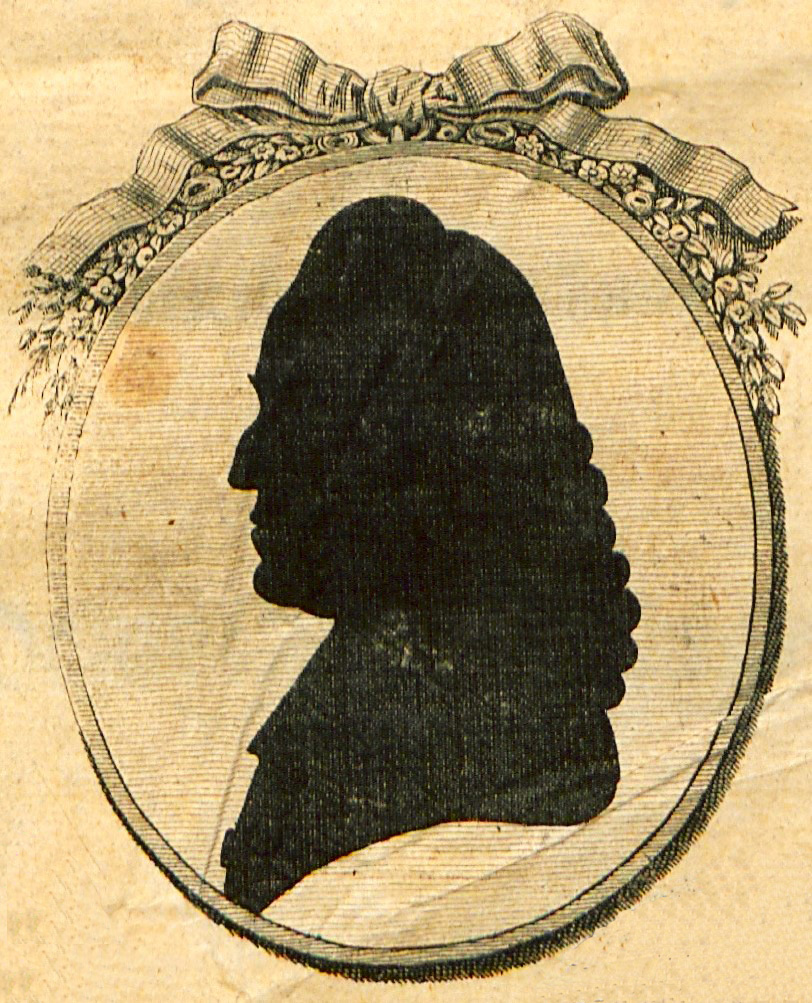
Schattenriss von Christian Ernst Schmidt

Christian Ernst Schmidt, auch Schmid, (* 14. Mai 1715 in Rabenau, Kurfürstentum Sachsen; † 27. November 1786 in Merseburg) war ein deutscher evangelischer Theologe. Er war Superintendent in Eilenburg sowie Domprediger und Stiftssuperintendent in Merseburg.

## Leben
Schmidt wurde 1715 im sächsischen Rabenau als Sohn des dortigen Pfarrers und späteren Oberpfarrers an Sankt Marien in Eilenburg, Christian Schmidt und der Anna Regina Kühn geboren. Nach dem Besuch der Fürstenschule Pforta studierte er an der Universität Leipzig ab 1733 Theologie und erlangte 1739 ebenda die Magisterwürde. Am 23. Juni 1740 wurde er in Leipzig habilitiert.
Schmidt arbeitete ab 1739 zunächst als Lektor der hebräischen und griechischen Sprache sowie als Vesperprediger an der Paulinerkirche in Leipzig. Ab 1741 war er Katechet an der Leipziger Peterskirche. Von 1742 bis 1750 war er Mesodiakon an Sankt Wenzel in Naumburg (Saale), von 1750 bis 1757 ebendort Archidiakon. 1757 folgte er einem Ruf als Oberpfarrer an Sankt Nikolai in Eilenburg und Superintendent der zugehörigen Ephorie. Nach fünfzehn Jahren in diesem Amt wechselte er als Domprediger, Stiftssuperintendent und Konsistorialassessor nach Merseburg. Diese Ämter bekleidete er bis zu seinem Tode. Er starb am 27. Oktober 1786 gegen 11 Uhr in seiner Wohnung in Merseburg.

## Familie
Schmidt war zwei Mal verheiratet. Am 9. Juni 1744 ehelichte er Johanne Eleonore Kette (1727–1767), die Tochter des Stadtsyndikus von Naumburg. Dieser Ehe entstammten fünf Söhne und drei Töchter:
- Johann Peter Schmidt (* 1744 in Naumburg), Pfarrer in Ganzig
- Christian Gottlieb Schmidt (* 1746 in Naumburg), Pfarrer in Schönefeld bei Leipzig
- Christian Gottfried Schmidt (* 1750 in Naumburg), Pfarrer in Eutritzsch bei Leipzig
- Christian Friedrich Schmidt, Aktuar in Wolfsburg, später Stiftssyndikus am Domkapitel Merseburg
- Christiana Johanna Schmidt, Frau des Christian Samuel Weiß, Pfarrer in Taucha bei Leipzig
- Christiane Sophie Schmidt, Frau des Christian Moritz Schwope, Regierungssekretär am Stift Merseburg
- Christian Ernst Schmidt, Aktuar und Landrichter im Amt Naumburg
- Christiane Friederike Schmidt, Patin des Doms zu Merseburg

Nach dem Ableben seiner ersten Frau heiratete Schmidt 1767 Gotthardine Henriette Dorothea Griebe, die Witwe des Oberkonsistorialsekretärs Christian Friedrich Teucher.

## Werke (Auswahl)
- De Discipulo Non Supra Magistrum Pro sensu Luc. VI, 40. disserit, Simulque Viris … Godofredo Christophoro Beckio, Geringswaldensi, Et Georgio Friderico Strantzio, Schlaiza-Varisco … Summos in Philosophia honores, ab amplissimo sapientum Vitebergensium ordine prid. Kal. Mai. MDCCXXXVII. rite collatos, Nomine eorum … Sub moderamine Viri … M. Christiani Weisii, S.S. Theol. Baccal. Ecclesiastae as D. Thomae longe Meritissimi, Sanctioribus vacant Studiis, sincere gratulatur Christianus Ernestus Schmidius, Rabenau-Misnicus, S.S. Theol. Studiosus., Leipzig [1737] (Digitalisat)
- De Iucundo Gratiae Inhabitantis Sensu Disserit, Simulque … Ludolpho Bernhardo Kemna, Luneburgensi, Philos. Baccai. Et … Joachimo Matthiae Lutkens Lubecensi, SS. Theologiae … D. XX. Febr. MDCCXXXVIII … Collegium Examinat. Disputatorium, Quod Sub … Deylingii Floret Praesidio, Ex Animo Gratulatur, Dissertation, Leipzig [1738]
- Vitam Fidei Sistit, Ac Simul Viro … Joanni Christiano Facio, Strehla-Misnico, SS. Theologiae Cultori Indefesso, De Laurea Magisteriali D. XVII. Octobr. MDCCXXXVIII. Vitebergae Rite Imposita, Gratulatur Societas Quaedam Litteraria, Leipzig [1738]
- Ode über den glücklichen Abzug Ihro Majestät der neuvermählten Allerdurchlauchtigsten Königinn beyder Sicilien, Marien Amalien aus Sachsen, Abschiedsgedicht auf Maria Amalia von Sachsen, Leipzig [1738] (Digitalisat)
- Veritatis Divinae Doctores, Tamquam Stylus Ekklēsias Ex Gal. II, 9. Sistit …, Leipzig [1739]
- Dissertatio Philologica De Promotione Academica Christo Eivsqve Apostolis Perperam Tribvta, Dissertation, Leipzig 1740 (Digitalisat)
- Pia Vota Ivstis Aliorvm Plavsibvs Ivncta! Qvibvs Viro Svmme Reverendo, Excellentissimo, Amplissimo, Doctissimo, Domino Vrbano Godofredo Sibero, Ss. Theologiae Doctori Consvmmatissimo, Antiqvitatvm Ecclesiasticarvm In Illvstri, Qva Lipsia Floret, Academia Professori Pvblico Ordinario, Et Ad D. Thomae Archidiacono Fidelissimo, Meritissimo, Patrono Et Maecenati, Omni, Qva Par Est, Pietate Ac Mentis Observantia Deverando, Natalem LXVII D. III. ID. Decembr. MDCCXXXVI. Favsto Sidere Redvcem, Gratvlatvr, Simvlqve Omnis Generis Felicitatem Sincere Precatvr, Nominis Siberiani Perpetvvs Ac Demississimvs Cvltor, Christian. Ernestvs Schmidivs, Rabenavia-Misnicvs, Ss. Theologiae Stvdiosvs, Leipzig 1736 (Digitalisat)
- Seni Et Munerum, Et Meritorum Et Annorum, Amplitudine Aeternum Devenerando, Glückwunschgedicht auf Valentin Ernst Löscher, Leipzig 1748 (Digitalisat)
- Zwo Denk- und Dankpredigten, welche, wegen des den 25. Sept. 1555 zu Augspurg glücklich geschlossenen, und bis hieher gnädig erhaltenen, Religionsfriedens, … vor einer volkreichen Versammlung gehalten, und hernach zu einer immerwährenden Erinnerung … dem Druck überlassen, Predigtsammlung, Johann Wilhelm Boßögel, Naumburg 1753 und 1756 (Digitalisat)
- Catechetische Betrachtungen und Dispositionen über das erste Hauptstück, Predigtsammlung, Leipzig 1756
- Worte des Heils und der Liebe bei seiner vom Herrn befohlenen Amtsveränderung, Leipzig 1759
- Die guten Absichten des guten Gottes bei den plötzlichen Todesfällen seiner Kinder, Standrede, Merseburg 1773
- Nonnihil De Forma Imperii Romano Germanici Praefatus Viro Praecellentissimo, Amplissimo, Doctissimo, Christiano Friderico Schmidt, Summe Reverendi Capituli Merseburgensis Syndico Novum Munus Fratrum Suorum Nomine Gratulatur Christianus Ernestus Schmidt, Weißenfels [1784] (Digitalisat)